# Fontanges Airport
Fontanges Airport (franska: Aéroport de Fontanges) är en flygplats i Kanada.   Den ligger i regionen Nord-du-Québec och provinsen Québec, i den östra delen av landet, 1 100 km norr om huvudstaden Ottawa. Fontanges Airport ligger 466 meter över havet.
Terrängen runt Fontanges Airport är platt. Trakten runt Fontanges Airport är nära nog obefolkad, med mindre än två invånare per kvadratkilometer.. 
Omgivningarna runt Fontanges Airport är i huvudsak ett öppet busklandskap.